# Петрук Іван Валерійович
Іван Валерійович Петрук (нар. 10 серпня 1989, ) — український футболіст, універсал.

## Життєпис
Вихованець вінницької «Ниви», у складі якої виступав на юнацькому та молодіжному рівні. У 2009 році виїхав до сусідньої Молдови, де грав за «Ністру» (Атаки). У складі атакинського клубу зіграв 32 матчі в Національному дивізіону Молдови. У 2011 році повернувся до України, де виступав у чемпіонаті Вінницької області за «Патріот» (Тульчин), «Сокіл» (Гайсин) та «Вінницю».
У 2013 році перейшов до «Арсеналу». Дебютним голом у професіональному футболі відзначився 5 квітня 2013 року на 18-й хвилині програного (3:4) домашньому поєдинку 24-о туру Першої ліги проти чернівецької «Буковини». Іван вийшов на поле в стартовому складі, а на 90+2-й хвилині отримав червону картку. У 2013 році перебував у заявці «Вінниці» в аматорському чемпіонаті України, але не грав за команду в чемпіонаті, натомість грав за команду в аматорському кубку України. Навесні 2014 року повернувся до «Арсеналу-Київщини». У складі білоцерківців у чемпіонатах України зіграв 40 матчів (1 гол), ще 1 поєдинок провів у кубку України. По завершенні сезону 2014/15 років залишив столичний клуб.
У 2015 році виїхав до Португалії, де грав за нижчоліговий «Торре-де-Монкорву» з однойменного міста. Потім провів один сезон у словацькому клубі «Вельки Гореш» з однойменного села. Починаючи з сезону 2020/21 років грав за третьоліговий словацький клуб «Вранов-над-Топльоу».